# Zvenîhorodka, Kirovohrad
Zvenîhorodka (în ucraineană Звенигородка) este localitatea de reședință a comunei Zvenîhorodka din regiunea Kirovohrad, Ucraina.

## Demografie
Componența lingvistică a localității Zvenîhorodka
     Ucraineană (94,58%)
     Rusă (5,32%)
     Alte limbi (0,09%)
Conform recensământului din 2001, majoritatea populației localității Zvenîhorodka era vorbitoare de ucraineană (94,58%), existând în minoritate și vorbitori de rusă (5,32%).